# イレズミフエダイ
イレズミフエダイ（学名：Symphorichthys spilurus）は、フエダイ科の海水魚の一種。イレズミフエダイ属は単型。インド太平洋に分布し、サンゴ礁に生息する。尾柄の黒斑と、頭部の形状が特徴である。生息域全体で漁業の対象となっており、幼魚は観賞魚として飼育される。

## 分類と名称
1874年に魚類学者であるアルベルト・ギュンターによって、Symphorus spilurus として記載され、タイプ産地はパラオとされた。オーストラリアの海洋学者であるイアン・スタッフォード・ロス・マンローは、1967年に本種を単型のイレズミフエダイ属 Symphorichthys に分類した。イトヒキフエダイ亜科の2属のうちの1つである。属名は以前分類されていたイトヒキフエダイ属を示している。種小名は「spilos (斑点)」と「urus (尾)」を組み合わせたもので、尾柄にある大きな黒い斑点を指している。

## 分布
ローリー礁と西オーストラリア州近海から、東はトンガとフィジー、北は琉球諸島、南はニューカレドニアとグレートバリアリーフまで、東インド洋から西太平洋にかけて分布する。スマトラ島西部沖のメンタワイ諸島とタイの西海岸沖からの記録もある。水深5-60mで見られる。ラグーンの砂地や、サンゴ礁の外側に生息する。

## 形態
体は側扁し、体高は高く、頭部の背側は丸みを帯び、額は角張っており、吻部は短い。口は眼の前縁まで開く。前鰓蓋には切込みや突起はない。上顎には小さく扁平な歯が1列、下顎には約3列あり、両顎の外側には短い円錐形の歯が1列あり、他の歯より少し大きい。鋤骨歯はない。背鰭は10棘と14-18軟条から、臀鰭は3棘と8-11軟条から成る。背鰭と臀鰭では、少なくとも1本の軟条が鰭膜を超えて伸び、長い糸状になっている。胸鰭は長く、肛門を超えて伸びることもあり、16本の鰭条がある。尾鰭は截形で、上下の条がわずかに長い。全長は通常50cmで、最大で60cmに達する。体色は黄色がかており、体側面には青い縦縞が入る。尾柄の上部には淡く縁取られた大きな黒斑があり、目の上と頭の後部にはオレンジ色の横縞が入る。幼魚は全体的に淡い灰色がかった色で、吻部から尾の後縁まで、体側面の中央に沿って白く縁取られた黒い縞が入る。幼魚は背鰭と臀鰭が黄色がかり、一部の軟条が糸状に伸びる。

## 生態
通常単独で見られるが、産卵の際はサンゴ礁の外側に集まる。砂の中に生息する甲殻類や軟体動物などの底生生物を餌とし、魚類も捕食する。

## 人との関わり
分布域全体で漁業の対象となっている。フィリピンなどの地域では乱獲されていることが知られているが、パラオなどの他の地域では、漁獲圧はそれほど大きくない。主に釣りと底引網漁で捕獲される。幼魚は観賞魚として飼育される。